# Гропо (Ређо Емилија)
Гропо је насеље у Италији у округу Ређо Емилија, региону Емилија-Ромања.
Према процени из 2011. у насељу је живело 135 становника. Насеље се налази на надморској висини од 574 м.